# Джордж Гантер
Джо́рдж Га́нтер (англ. George Hunter; 22 липня 1927 — 14 грудня 2004) — південноафриканський боксер, Олімпійський чемпіон з боксу у напівважкій вазі (1948).

## Біографія
Народився 22 липня 1927 року в шахтарському містечку Брекпен (провінція Ґаутенг, Південно-Африканський Союз).
Брав участь в XIV Літніх Олімпійських іграх 1948 року у Лондоні. На шляху до фіналу у напівважкій вазі почергово за очками переміг:
- Рея Едвардса (Ямайка) ;
- Чака Спейсера (США);
- Харрі Сіляндера (Фінляндія);
- Мауро Сіа (Аргентина).

У фінальному двобої, також за очками, переміг британця Дональда Скотта.
За підсумками боксерського турніру визнаний найтехнічнішим боксером і отримав Кубок Вела Баркера.
Після Олімпійських ігор перейшов до професійного боксу, де завоював титул чемпіона ПАР у напівважкій вазі. Проте подальша кар'єра склалась невдало й незабаром закінчив виступи.
Помер 14 грудня 2004 року внаслідок ускладнень після операції на передміхуровій залозі.